# Belenix
BeleniX és una distribució *NIX que va ser creada a partir del codi base d'OpenSolaris i llançada sota llicència CDDL. Des de la versió 0.7, pot ser instal·lat en el disc dur de l'ordinador. BeleniX és desenvolupat a l'India Engineering Centre de Sun Microsystems a Bangalore. El nom és una referència al deu celta Belenus, d'aquí el logotip similar a un sol. L'última versió de BeleniX és la 0.7.1 i fou llançada el 19 de juliol de 2008.